# Ralf Souquet

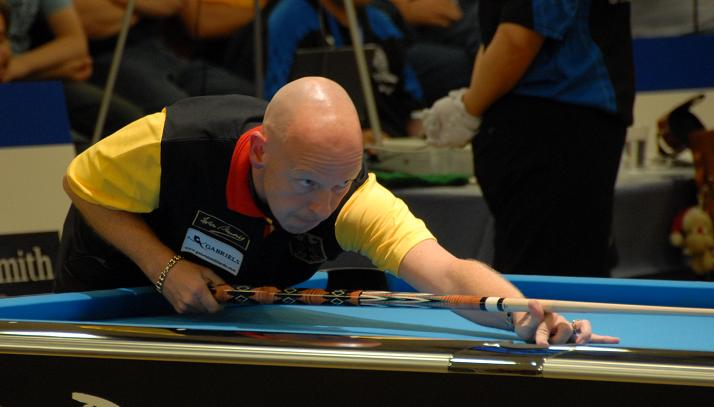
Ralf Souquet

Ralf Souquet (Eschweiler, 29 november 1968) is een Duits poolbiljarter met als bijnamen 'The Kaiser' en 'The Surgeon', die sinds 1991 professioneel actief is.
Hij begon op zesjarige leeftijd met biljarten in het café van zijn ouders, waar hij soms vijf uur per dag oefende. Hij werd in 1982 op veertienjarige leeftijd voor het eerst Duits jeugdkampioen, in 1985 Europees jeugdteamkampioen en in 1986 persoonlijk Europees jeugdkampioen. 
Hij won het Europees kampioenschap 8-ball in 1989, 1991, 1992, 1993, 1994, 1995, 1998, 1999, 2000 en 2003, het Europees kampioenschap 9-ball in 1995, 1997, 1998 en 2006 en het Europees kampioenschap straight pool in 1995, 1996 en 1997. In 2002 werd Souquet de eerste Europeaanse winnaar van het US Open Nine-ball Championship.
Hij won het wereldkampioenschap 9-ball in 1996 en eindigde in 2001 en 2006 op de tweede plaats. Hij won het wereldkampioenschap 8-Ball in 2008.
Hij won de World Pool Masters in 1994, 1996, 2000, 2002 en 2006 en de International Challenge of Champions in 1996. Hij was in 2007 voor de twaalfde maal lid van het Europese team in de Mosconi Cup. 